# Kateli
Kateli  (ou Kotele, Kotelle, Kotile, Otile) est une localité du Cameroun située dans le département du Manyu et la Région du Sud-Ouest, à proximité de la frontière avec le Nigeria. Elle fait partie de la commune d'Akwaya et du canton d'Assumbo.

## Population
La localité comptait 109 habitants en 1953, puis 279 en 1967, des Assumbo du clan Ochebe. À cette date elle disposait une école catholique.
Lors du recensement de 2005, on y a dénombré 1 989 personnes.